# 1127 Мімі
1127 Мімі (1127 Mimi) — астероїд головного поясу, відкритий 13 січня 1929 року.
Тіссеранів параметр щодо Юпітера — 3,323.